# Обожавање
Обожавање је чин религијске посвећености (девоције) углавном усмерене према божанству. Чин обожавања се може обављати индивидуално, или у неформалној или формалној групи, или преко одређеног вође. Такви чинови су и одавање почасти на разне начине (један је заједничка молитва у некој форми, нпр. намаз).
Обожавати означава чињење молитве или одређене врсте обреда Богу или божанству, али и сматрање чега идолом и/или култом; представља синоним речи богослужење, богослужје и клањање. Сва ова значења термина се своде на једно: подизање ентитета који се разматра на степен божанства од свега оног што се уопштено сматра божанством — осећањима, речју тј. делом.
У савременом друштву и социологији, неки аутори коментаришу начине на које људи више не обожавају препозната божанства него и (или уместо тога) обожавају потрошачке брендове, спортске тимове и друге људе (селебретије / познате личности). Социологија стога проширује овај аргумент да би се сугерисало да је ван религије обожавање процес у којем друштво обожава себе, као облик самовалоризације (самовредновања) и самоочувања. У муслиманском свету, реч обожавање (у дословном контексту обожавања) забрањено је користити ако се односи на неки објекат или радњу а не искључиво на Алаха.
Обожавање Бога у православљу није теолошки термин, али је реч која одређује значење за низ теолошких појмова. Пост, молитва, покајање, богослужење су речи истог семантичког поља. Међутим, и поред тога, у православљу постоји потреба да се реч „поштовање Бога” користи као термин, који раздваја појмове „иконопоштовање” и „обожавање Бога”, пратећи ранохришћанску традицију, према којој поштовање тзв. светиња (икона, моштију, крста, на коме је Христос разапет), поштовање светиња и поштовање светитеља и Богородице. Директно служење Богу означава се изразом „обожавање Бога“, што одговара грчком латреиа, што значи непосредно служење Богу, заобилазећи једно или друго посредовање.